# 陸夢祖
陸夢祖（1565年—1654年），字啓遠，號瑞庭、瑞亭，浙江紹興府山陰縣人，明朝政治人物。

## 生平
陸夢祖是萬曆二十二年（1594年）順天鄉試甲午科的舉人，二十六年（1598年）成戊戌科進士，刑部觀政，獲授江西崇義知縣，不久調往丹徒，在兩地都施行惠政。當時有楊少宰在金山養病，住在填江上，他沒有騷擾對方；少宰入京時說：「狂瀾砥柱，只有陸某。」不久他入朝出任監察御史出按八閩，不畏他人維護下彈劾太監高彩；四十一年陞河南潁州道参议，四十二年致仕。天啓二年（1622年）五月起江西布政使司右參議，三年升南京光祿寺少卿，六年升應天府府丞，看到魏忠賢驕橫而辭官歸辭鄉，九十時去世，得在鄉賢祠祭祀。

## 引用
1. 1 2 3  嘉慶《山陰縣志·卷十四·鄉賢二》：陸夢祖，字瑞庭，萬歷戊戌進士，知崇宜【義】，調丹徒，多惠政。時有楊少宰養病金山候起，居者填江上，夢祖若弗聞。少宰入都，曰：「狂瀾砥柱，其唯陸某。」薦拜御史，出按八閩，疏劾中貴高彩，置之法；雖調護者甚力，弗聽也。轉光祿（少）卿，授南京兆，時魏璫驕橫，遂解組歸，年九十卒，祀鄉賢。 府志，並採家傳
2. ↑  嘉慶《山陰縣志·卷十·選舉一》：陸夢祖 順天中式……以上（萬曆）二十二年甲午科（舉人）
3. ↑  《萬曆二十六年戊戌科進士履歷》：陸夢祖，瑞庭，诗四房，乙丑正月初六生。山陰人，甲午四十四，会七十三，三甲六十四。刑部政，授江西崇义知县，己亥调丹徒县，乙巳行取，戊申八月授陕西道御史，管太仓银库，己酉巡按付建，癸丑升潁州道右参议，甲寅致仕，壬戌起江西参议，癸亥升南光禄少卿，丙寅升應天府丞，本年致仕，加升府尹。曾祖丙。祖伦。父璋，乡宾。
4. ↑  《明熹宗悊皇帝實錄·卷之二十二》：（天啟二年五月戊戌）起原任穎川道河南布政使司右參議陸夢祖為江西布政使司右參議分守嶺北道。